# Вілтон (переписна місцевість, Нью-Гемпшир)
Вілтон (англ. Wilton) — переписна місцевість (CDP) в США, в окрузі Гіллсборо штату Нью-Гемпшир. Населення — 1324 особи (2020).

## Географія
Вілтон розташований за координатами 42°50′49″ пн. ш. 71°44′16″ зх. д. / 42.84694° пн. ш. 71.73778° зх. д. (42.847045, -71.737839).  За даними Бюро перепису населення США в 2010 році переписна місцевість мала площу 5,04 км², уся площа — суходіл. В 2017 році площа становила 5,46 км², уся площа — суходіл.

## Демографія
Згідно з переписом 2010 року, у переписній місцевості мешкали 1163 особи в 455 домогосподарствах у складі 293 родин. Густота населення становила 231 особа/км².  Було 498 помешкань (99/км²).
Расовий склад населення:
| - 96,4 % — білих - 1,1 % — азіатів - 0,6 % — чорних або афроамериканців - 0,2 % — корінних американців |

До двох чи більше рас належало 1,1 %. Частка іспаномовних становила 2,2 % від усіх жителів.
За віковим діапазоном населення розподілялося таким чином: 27,1 % — особи молодші 18 років, 62,3 % — особи у віці 18—64 років, 10,6 % — особи у віці 65 років та старші. Медіана віку мешканця становила 36,5 року. На 100 осіб жіночої статі у переписній місцевості припадало 97,1 чоловіків;  на 100 жінок у віці від 18 років та старших — 96,8 чоловіків також старших 18 років.
Середній дохід на одне домашнє господарство  становив 64 102 долари США (медіана — 50 565), а середній дохід на одну сім'ю — 89 417 доларів (медіана — 71 458). За межею бідності перебувало 5,4 % осіб, у тому числі 0,0 % дітей у віці до 18 років та 6,9 % осіб у віці 65 років та старших.
Цивільне працевлаштоване населення становило 577 осіб. Основні галузі зайнятості: виробництво — 25,0 %, науковці, спеціалісти, менеджери — 21,0 %, освіта, охорона здоров'я та соціальна допомога — 17,9 %, роздрібна торгівля — 14,9 %.